# Бахри Ислями
Бахри Ислями (на албански: Bahri Isljami, на македонска литературна норма: Бахри Исљами) е виден юрист от Северна Македония, член на Конституционния съд на страната от 1994 до 2003 година.

## Биография
Роден е в 1937 година в Прищина, тогава в Кралство Югославия. По произход е албанец. След Втората световна война, в 1945 година се мести да живее в Скопие. В 1963 година завършва Юридическия факултет на Скопския университет. От 1994 до 2003 година е конституционен съдия. В същата година започва работа в правния отдел на Общинската служба за социално осигуряване – Скопие. В 1970 година е избран за ръководител на отдела за прилагане на международните конвенции за социално осигуряване в Републиканския институт за социално осигуряване. В 1976 година е избран за постоянен съдия в Съда на сдружения труд на Македония. Ислями работи в този съд без прекъсване до 1991 година, когато тези съдилищата са премахнати. От 1970 до 1976 година е член на Федералната комисия за прилагане на международните конвенции за социално осигуряване на Съюза на пенсионно-осигурителните общности на Югославия. В 1972, 1973, 1974 и 1976 година като член на делегацията на Съюза за пенсионно и инвалидно осигуряване на Югославия участва в преговорите за прилагане на конвенциите с притежателите на пенсионно и инвалидно осигуряване на Федерална република Германия и Полша. Член е на законодателно-юридическата комисия на Събранието на Република Македония. От 1991 до 1994 година е член на Републиканската избирателна комисия. От 1994 до 2003 година е конституционен съдия.
Пише в професионалните списания „Судска пракса“, Белград (1983 – 1991), „Информатор“, Загреб, а от 1997 година в „Правник“, Скопие.